# 古巴駐美國大使館
古巴駐美國大使館（英語：Embassy of Cuba, Washington, D.C.），是古巴在美利堅合眾國的外交機構。設於華盛頓哥倫比亞特區西北區16街亞當斯摩根社區。1917年，該建築作為古巴大使館，直到1961年美國與古巴斷絕關係。2015年7月1日，美國總統歐巴馬宣布美國與古巴正式恢復外交關係。2015年7月20日，恢復古巴大使館的功能。2023年9月24日，古巴驻美国华盛顿大使馆遭到一名男子投掷两枚汽油弹。

## 外部連結
- 官方網站